# Königstein, Bayern
Königstein är en köping (Markt) i Landkreis Amberg-Sulzbach i Regierungsbezirk Oberpfalz i förbundslandet Bayern i Tyskland.
Köpingen ingår i kommunalförbundet Königstein tillsammans med kommunen Hirschbach.